# Сущность права
Сущность права — теоретическая категория, указывающая на наиболее устойчивые характеристики права. Раскрывается через общечеловеческие, классовые функции и принципы права.
Определение сущности права по мнению Лысенкова А. В. может быть разбито на четыре подхода: нормативный, широкий, философский и интегративный. По мнению Юшко А. В. сущность права зависит от типа правопонимания, поскольку она составляет ядро любой правовой теории.

## Современное нормативное правопонимание
По мнению Рудольфа Иеринга (как представителя реалистической школы) сущность права заключается в его практическом осуществлении.
Описывая сущность права со стороны государственно-волевых, нормативных признаков, как «…главное, устойчивое, закономерное…», Байтин М. И. указывает на прямую взаимосвязь между сущностью права обусловленной «…всей реальной жизнью государственная воля общества…» и «…системой исходящих от государства общеобязательных установлений, правил поведения…».
Исходя из властно-регулятивного характера права Байтин М. И. приходит к мнению, что право выступает в качестве «…единственного официального определителя и критерия правомерного и неправомерного, законного и противозаконного поведения…».
В целом же, обобщая различные исторические и современные подходы к определению сущности права Байтин М. И. дает следующее общее определение права: «это система общеобязательных, формально-определенных норм, которые выражают государственную волю общества, ее общечеловеческий и классовый характер; издаются или санкционируются государством и охраняются от нарушений возможностью государственного принуждения; являются властно-официальным регулятором общественных отношений.».

## Понимание сущности права в Античности
Основоположники философии выдающиеся античные мыслители сущность права усматривали в общесоциальной справедливости:

справедливость драгоценнее всякого золота — это равенство для всех и добровольное подчинение всех закону; законное и справедливое — одно и то же. Право — есть справедливость, выраженная в реализации разумно взвешенных интересов всех членов общества.
— Сократ

справедливость — это сочетание трёх добродетелей — мудрости, мужества, умеренности; она заключается в том, что никто не должен вмешиваться в дела других, захватывать чужое, лишаться своего. «… Неправильны те законы, что установлены не ради общего блага всего государства в целом … где законы установлены в интересах нескольких человек».
— Платон

право — это политическая справедливость, справедливый порядок, установленный в государстве, в обществе. «Понятие справедливости связано с представлениями о государстве, так как право, служащее мерилом справедливости, является регулирующей нормой политического общежития».
Два основных подхода: классовый и общесоциальный. Классовый подход-право это совокупность общеобязательных, формально определенных юридических норм выражающих волю определенного класса. Общесоциальный подход(общечеловеческий) — право служит компромиссом различных социальных групп, выражает интересы всего общества в целом. Существуют и иные подходы: религиозный-в праве преобладают интересы религии.(мусульманские страны); расовый подход-право выражает и защищает интересы одной титульной расы.
— Аристотель